# Mymarommatoidea
Super-famille
La super-famille Mymarommatoidea regroupe deux familles dont une fossile :
- †Gallorommatidae
- Mymarommatidae